# Olśnienie odbiciowe
Olśnienie odbiciowe (ang. glare by reflection) - olśnienie spowodowane przez odbicie światła od obserwowanej powierzchni do oka obserwatora.